# Зелёный Гай (Лебединский район)
Зелёный Гай (укр. Зелений Гай) — село, Каменский сельский совет,
Лебединский район, Сумская область, Украина.
Код КОАТУУ — 5922984203. Население по переписи 2001 года составляло 68 человек .

## Географическое положение
Село Зелёный Гай находится в балке Лобасова в 3-х км от правого берега реки Псёл. На расстоянии до 2,5 ка расположены сёла Пристайлово и Чернышки. По селу протекает пересыхающий ручей с запрудой.